# 12880 Juliegrady
12880 Juliegrady è un asteroide della fascia principale. Scoperto nel 1998, presenta un'orbita caratterizzata da un semiasse maggiore pari a 2,6733405 UA e da un'eccentricità di 0,0053768, inclinata di 2,80989° rispetto all'eclittica.